# L'Autre...

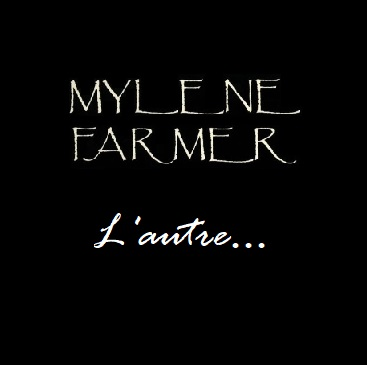
Logo del album L'Autre de la artista francesa Mylène Farmer

L'Autre... es el tercer álbum de estudio de la artista francesa Mylène Farmer, publicado el 8 de abril de 1991. 
El álbum se ha convertido con el tiempo en el álbum más vendido por una artista francesa, gracias sobre todo al primer sencillo del álbum: Désenchantée. Esta canción, símbolo de la entera carrera de la cantante, es un himno generacional acompañado por un videoclip muy costoso en el que Mylène Farmer interpreta a un joven chico encarcelado en un campo de concentración.
Como el sencillo (que vendió 1 300 000 copias) el álbum también se convierte en un éxito: con 2 200 000 de copias vendidas, este álbum representa la consagración de Mylène Farmer como la reina indiscutible del pop francés.
Los sencillos siguientes (Regrets,  Je T'aime Mélancolie y Beyond My Control) serán también grandes éxitos. El videoclip de Beyond My Control será censurado por sus contenidos explícitos en 1992.
Entre las cuoriosidades del álbum:
- La voz masculina al principio de la canción Beyond My Control pertenece al actor John Malkovich en una escena de la película Las amistades peligrosas de 1988.
- Los gritos de dolor en la canción Psychiatric pertenecen al actor John Hurt en la película El hombre elefante.
- En la canción Regrets Mylène Farmer presenta un dueto con el cantante francés principiante Jean-Louis Murat, quien tomará parte también al videoclip dirigido por Laurent Boutonnat en 1992.
- La versión instrumental de Psychiatric fue utilizada para crear una canción "Warning of Danger" de un álbum de la saga de Dragon Ball  Z "Hit song Collection 9 :  Future Shock!!"(1991), en motivo de homenaje a la misma.

## Lista de canciones
| N.º | Título                                 | Duración |  |
| 1.  | «Agnus Dei»                            | 5:47     |  |
| 2.  | «Désenchantée»                         | 5:22     |  |
| 3.  | «L'Autre...»                           | 5:26     |  |
| 4.  | «Je T'aime Mélancolie»                 | 5:29     |  |
| 5.  | «Psychiatric»                          | 6:12     |  |
| 6.  | «Regrets» (dueto con Jean-Louis Murat) | 5:17     |  |
| 7.  | «Pas De Doute»                         | 5:09     |  |
| 8.  | «Il N'y A Pas D'ailleurs»              | 5:09     |  |
| 9.  | «Beyond My Control»                    | 5:22     |  |
| 10. | «Nous Souviendrons Nous»               | 5:05     |  |

## Sencillos
| Año  | Título                 | Publicación             | Ventas (Francia) | Certificación | Certificación | Posición | Posición | Posición | Posición |
| ---- | ---------------------- | ----------------------- | ---------------- | ------------- | ------------- | -------- | -------- | -------- | -------- |
| Año  | Título                 | Publicación             | Ventas (Francia) | FR            | BE (WA)       | FR       | BE (WA)  | SUI      |          |
| 1991 | "Désenchantée"         | 18 de marzo de 1991     | 1,300,000        | Platino       | —             | 1        | 1        | —        |          |
| 1991 | "Regrets"              | 29 de julio de 1991     | 300,000          | Oro           | —             | 3        | 2        | —        |          |
| 1991 | "Je T'aime Mélancolie" | 19 de noviembre de 1991 | 300,000          | Oro           | —             | 3        | 7        | —        |          |
| 1992 | "Beyond My Control"    | 13 de abril de 1992     | 200,000          | —             | —             | 8        | 10       | —        |          |

- Datos: Q1952876